# Thanh Điền (nghệ sĩ cải lương)
Thanh Điền (sinh ngày 15 tháng 7 năm 1945) là nghệ sĩ cải lương, diễn viên điện ảnh, đạo diễn sân khấu, nhiếp ảnh gia người Việt Nam. Ông được Nhà nước Việt Nam phong tặng danh hiệu Nghệ sĩ ưu tú và Nghệ sĩ nhân dân. Ngoài ra ông còn được biết đến là chồng của nghệ sĩ cải lương nổi tiếng Thanh Kim Huệ.

## Tiểu sử
Ông tên thật là Nguyễn Thanh Điền, còn có tên là Nguyễn Ngọc Chiếu, sinh năm 1945 tại Vị Thanh, tỉnh Chương Thiện (nay là tỉnh Hậu Giang), trong gia đình có 9 anh em. Tuy cha ông, ông Nguyễn Thành Long, là nghệ sĩ đờn ca tài tử, thân mẫu, bà Nguyễn Thị Tâm, là võ sư, đều không muốn con cái theo nghiệp của 2 người, nhưng lại có nhiều ảnh hưởng đến sự nghiệp của con. Về sau, trong gia đình có ba người con theo nghề hát, ngoài Thanh Điền còn có 2 em gái Hà Mỹ Liên (tên thật là Nguyễn Thị Thu Hà), Hà Mỹ Xuân (tên thật là Nguyễn Thị Xuân).
Sinh ra và lớn lên trong thời gian chiến tranh, gia đình ông thường xuyên phải chạy loạn nhiều nơi trước khi định cư hẳn ở Long Xuyên.

## Bước đầu sự nghiệp
Tuy bị song thân ngăn cản, nhưng ảnh hưởng của 2 người lại giúp cho ông sớm có sự đam mê cũng như những tố chất nghề diễn. Khi gia đình định cư tại Long Xuyên, ông trốn gia đình học nghề từ danh ca Ngọc Ẩn, người được mệnh danh là "Đệ nhất danh ca miền Tây" lúc đó. Năm 1959, ông bắt đầu bước vào nghề diễn khi mới 12 tuổi.
Trong nghiệp diễn của mình, ông học hỏi nhiều nghệ sĩ nổi tiếng thời bấy giờ như Trường Xuân, Hoàng Giang, Việt Hùng, Minh Chí, Hữu Phước, Nam Hùng, Hùng Minh, Diệp Lang... Ông dần có được tên tuổi khi giữ vai trò kép độc mùi qua nhiều đoàn lớn như Hương Mùa Thu, Hoa Thế Hệ, Sao Ngàn Phương, Kim Chung v.v... qua các vở: Nhất kiếm bá vương (vai Tống Từ Ly), Chiều thu sầu ly biệt (vai Hắc Vạn), Kiếp nào có yêu nhau (vai Thành Cát Tư Hãn) v.v...
Năm 1969, ông tham gia đoàn hát Hoa Phượng của Bầu Trung. Trong một lần đi lưu diễn, đoàn gặp tai nạn lật ghe ở gần bến phà Vàm Cống. Ông đã dũng cảm cứu sống được nhiều người, trong đó có một cô đào non mới 14 tuổi tên Bùi Thị Huệ, người về sau trở thành bạn đời của ông.

## Duyên phận trăm năm
Sau tai nạn lật ghe không lâu, đoàn Hoa Phượng tan rã. Ông cùng một số diễn viên còn lại của đoàn sang gia nhập đoàn Kim Chung 2 năm 1970. Năm 1974, ông thành lập gánh hát Xuân Liên Hoa. Người bạn gái và bạn diễn cũ là Thanh Kim Huệ cũng theo về làm đào chánh. Ông bà thành hôn với nhau đầu năm 1975.

Huyện Trìa (Thanh Điền) và Thị Hến (Thanh Kim Huệ) trong vở cải lương "Ngao Sò Ốc Hến", năm 1982.

Sau năm 1975, ông bà tiếp tục tham gia các đoàn cải lương Sài Gòn 2, 3, 1, Văn công Thành phố Hồ Chí Minh, Nhân dân Kiên Giang. Đặc biệt, với vai diễn Huyện Trìa (Thanh Điền) và Thị Hến (Thanh Kim Huệ) trong vở chuyển thể cải lương Ngao Sò Ốc Hến năm 1982, ông bà đã ghi danh những vai diễn đặc biệt nhất của lịch sử cải lương.
Cũng trong thập niên 1980, ông trở thành một trong những thành viên nòng cốt của đoàn Cải lương Sài Gòn 1 và bắt đầu tham gia làm đạo diễn. Trong giai đoạn thoái trào của cải lương, ông bà còn mở tiệm nhiếp ảnh để sinh kế. Dù vậy, ông bà vẫn chung thủy với nghệ thuật cải lương, mở rộng vai trò tác giả kịch bản (Thanh Kim Huệ) và đạo diễn (Thanh Điền). Ghi nhận công lao của ông bà, nhà nước Việt Nam đã phong tặng danh hiệu Nghệ sĩ ưu tú năm 1993. Trong Hội diễn sân khấu chuyên nghiệp toàn quốc 1990, ông được tặng Huy chương vàng với vở "Đêm trắng" (vai diễn Bác Hồ) và trong Hội diễn SKCNTQ 1995, ông lại được tặng Huy chương vàng với vở "Nước mắt đen". Tại Liên hoan truyền hình toàn quốc năm 2003, ông bà đều được tặng Huy chương vàng trong vở "Khúc ly hương" với vai trò diễn viên chính (Thanh Điền) và tác giả (Thanh Kim Huệ). Năm 2023, ông được phong tặng danh hiệu Nghệ sĩ nhân dân.

## Gia đình
Ông và nghệ sĩ Thanh Kim Huệ kết hôn vào dịp Tết năm 1975 và có với nhau 2 người con là Nguyễn Đăng Quang (con trai, sinh năm 1977) và Nguyễn Đức Hồng Loan (con gái, sinh năm 1986, đã mất vì lâm trọng bệnh). Năm 2021, bà qua đời sau nhiều năm mắc bệnh ung thư.
Ngày 12 tháng 7 năm 2024, NSND Thanh Điền gặp vấn đề sức khỏe phải nhập viện cấp cứu 3 lần. Trưa ngày 14 tháng 7 năm 2024, sau khi phẫu thuật nam nghệ sĩ đã tỉnh và đang hồi phục sức khỏe.

## Những vai diễn nổi bật

### Cải lương
Ngao sò ốc hến (vai Quan huyện)
Chuyện tình Lan và Điệp (vai Ông Phủ)
Đêm trắng (vai Bác Hồ)
Dấu xưa (vai Bác Hồ)
Kiếp nào có yêu nhau (vai Thành Cát Tư Hãn)
Nhất kiếm bá vương (vai Tống Từ Ly)
Chiều thu sầu ly biệt (vai Hắc Vạn)
Khúc ly hương (vai chính)
Phạm Công Cúc Hoa (vai Tấn Lực) (hồi trẻ)
Nước mắt đen (vai Huỳnh)
Và còn nhiều vai diễn khác

### Truyền hình
| Năm  | Phim                   | Vai diễn         |
| ---- | ---------------------- | ---------------- |
| 1996 | Biển động ngày hè      |                  |
| 1997 | Đất phương Nam         | Thầy Giáo Bảy    |
| 2000 | Bến sông trăng         |                  |
| 2006 | Nhịp đập trái tim      | Ông Lâm          |
| 2007 | Gọi giấc mơ về         | Ông Hoàng        |
| 2007 | Cái bóng bên chồng     | Ông Ẩn           |
| 2008 | Một ngày không có em   | Ông Trung        |
| 2008 | Truy tìm dấu vết       | Ông Vinh         |
| 2009 | Ra giêng ai cưới em?   | Công Tôn Chí     |
| 2009 | Ngõ vắng               | Ông Hải          |
| 2010 | Vũ điệu tình yêu       | Ông Đại          |
| 2010 | Vị yêu                 | Ông Hoàng Sơn    |
| 2010 | 30 ngày làm cha        | Ông Minh         |
| 2011 | Về đất thăng long      | Vua Lê Hoàng     |
| 2011 | Theo dấu hương xưa     | Ông Lê Hoàng Bảo |
| 2011 | Lặng lẽ yêu em         | Ông Khang        |
| 2011 | Không phải tôi         | Ông Trịnh Cát    |
| 2011 | Chân tình              | Ông Công         |
| 2011 | Khi tình yêu lên tiếng | Ông Vĩnh Thụy    |
| 2011 | Anh và em              | Ba Kim Anh       |
| 2012 | Tình mẹ                |                  |
| 2012 | Trở về 2               | Ông Ba           |
| 2012 | Chuyện xứ dừa          | Ông Năng         |
| 2012 | Hoa nắng               | Ông Hưng         |
| 2012 | Lạc mất linh hồn       | Ông Long         |
| 2012 | Tiếng tơ đồng          | Ông Tùng         |
| 2012 | Giấc mơ cỏ may         | Ông Danh         |
| 2013 | Sóng gió làng nghề     |                  |
| 2013 | Ánh ban mai            | Ông Công         |
| 2013 | Cạm bẫy thị thành      | Ông Dương        |
| 2013 | Hương bưởi             | Ông Sỹ           |
| 2014 | Trả giá                | Ông Đại          |
| 2014 | Cha và con gái         | Ông Bình         |
| 2014 | Ảo vọng                | Giáo Sư Trịnh    |
| 2014 | Gỡ rối tơ lòng         | Ba Thầy Tân      |
| 2014 | Bằng chứng vô hình     | Thành Phát       |
| 2015 | Khi em đã lớn          | Ông Quyền        |
| 2015 | Hạnh phúc bất tận      | Ông Hưng         |
| 2015 | Bản sao nguy hiểm      | Ông Đoàn Thái    |
| 2015 | Ải mỹ nhân             | Hội Đồng Thanh   |
| 2015 | Bác Ba Phi kén dâu     | Bác Ba Phi       |
| 2015 | Mặt nạ thiên thần      | Ông Thịnh        |
| 2015 | Khúc tương tư          | Ông Biện         |
| 2016 | Ác thú vô hình         | Ông Tùng         |
| 2017 | Trần trung kỳ án       | Văn Tả           |
| 2017 | Yêu là phải liều       | Ông Sáu Hên      |
| 2018 | Lộc lạ đầu xuân        |                  |
| 2018 | Đảo ngọc tình yêu      | Ông Tấn          |
| 2018 | Bên kia sông           | Tám Nghĩa        |
| 2018 | Lần đầu làm mẹ         | Ông Hai Nhân     |
| 2018 | Cõi mộng               | Ông Ba Đạt       |
| 2020 | Người đẹp làng hoa     | Ông Tư Kiểng     |
| 2020 | Người tình bố già      | Bảy Kiệt         |
| 2020 | Đò xuôi vạn lý         | Hội Đồng Siêu    |
| 2021 | Chống lại số phận      | Ông Bân          |
| 2022 | Lớp học đại ca         | Ông Vượng        |
| 2022 | Hồng nhan              | Ông Khang        |
| 2022 | Mặt trời khuyết        | Ông Chính        |
| 2022 | Tạp Hoá Năm Châu       | Ông Châu         |
| 2023 | Ăn tết miệt vườn       | Ông Định         |

### Điện ảnh
| Năm  | Phim                   | Vai diễn  | Đạo diễn           |
| ---- | ---------------------- | --------- | ------------------ |
| 1987 | Phiên tòa cần chánh án | Trần Việt | Việt Linh          |
| 2015 | Cầu vồng không sắc     | Ông Ngoại | Nguyễn Quang Tuyến |
| 2017 | Chơi thì chịu          | Ông Được  | Nguyễn Lâm         |

## Dẫn chương trình
- TV Champion (VTC9)